# Telanthophora
Telanthophora es un género de plantas herbáceas perteneciente a la familia de las asteráceas. Comprende 17 especies descritas y de estas, solo 4 aceptadas.

## Taxonomía
El género fue descrito por  H.Rob. & Brettell y publicado en Phytologia 27: 424. 1974.

## Especies aceptadas
A continuación se brinda un listado de las especies del género Telanthophora aceptadas hasta agosto de 2012, ordenadas alfabéticamente. Para cada una se indica el nombre binomial seguido del autor, abreviado según las convenciones y usos.
- Telanthophora arborescens (Steetz) H.Rob. & Brettell
- Telanthophora bartlettii H.Rob. & Brettell
- Telanthophora grandifolia (Less.) H.Rob. & Brettell
- Telanthophora serraquitchensis (Greenm.) H.Rob. & Brettell